# Vincenzo Salvadore

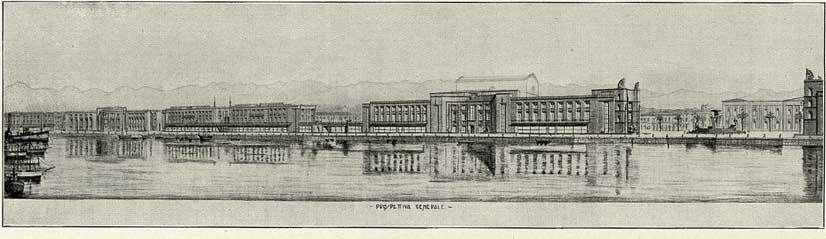
Plan voor de Palazzata in de haven van Messina. Nooit afgeraakt.

Vincenzo Salvadore (Santa Teresa di Riva, 22 april 1891 – Caracas, 18 augustus 1974) was een ingenieur en burgemeester van Messina tijdens het fascistisch bewind in het koninkrijk Italië. Omwille van zijn joodse echtgenote Ilse Lenel leefde het gezin ondergedoken vanaf 1938. Na de Tweede Wereldoorlog maakte hij carrière als ingenieur in zijn bouwfirma in Venezuela.

## Levensloop

### Italië
Salvadore groeide op in Santa Teresa di Riva, in de Siciliaanse provincie Messina, waar zijn ouders en hun familie landeigenaren waren. Zijn ouders waren notaris Giuseppe Salvadore-Crisafulli en Giuseppa Toscano. Hij studeerde voor ingenieur aan de Politecnico di Torino in Turijn, Piëmont, met name in de richtingen industriële technieken en werktuigbouwkunde.
Nadat hij in Turijn afstudeerde (1914), brak de Eerste Wereldoorlog uit. Salvadore vocht aan het front in Noord-Italië als oorlogsvrijwilliger. Na de oorlog tot het begin van de jaren 1920, leefde hij in Duitsland. Hij volmaakte zich in industriële bouw en mechanica. Hij huwde er met Ilse Lenel, een Duitse jodin.
Het gezin vestigde zich in Messina. Het fascisme was in Italië aan de macht gekomen onder leiding van Benito Mussolini. In Messina zwaaide Michele Crisafulli Mondio (1881-1943) de plak, die verwant was aan zijn vader. Salvadore bood hem zijn diensten als bouwkundig ingenieur aan. Hij werd verantwoordelijk voor enkele grote bouwprojecten; Messina likte nog de wonden na de zware aardbeving in 1908. Het ging onder meer om de wederopbouw van de zeekade, het wegennet rond het treinstation, het koninklijk internaat Dante Alighieri en de bioscoopzaal Savoia. 
In 1928 benoemde het regime Salvadore tot burgemeester van Messina. De bouwwerken liepen onder zijn politieke leiding verder. Zo pakte Salvadore de renovatie aan van het Teatro Vittorio Emanuele II, de heraanleg van wegen in de haven van Messina, de bouw van de aquaduct van Santissima en het riolennetwerk. Dit laatste bevond zich nog steeds in een slechte staat na de aardbeving. Burgemeester Salvadore liet ook de heropbouw van de kathedraal van Messina afwerken; koning Victor Emanuel III was aanwezig bij de heropening door kardinaal-aartsbisschop Alessio Ascalesi (1929).
Salvadore leidde een nationale wedstrijd om een opdracht toe te kennen aan een Italiaans architectenbureau voor de wederopbouw van de Palazzata. Dit 18e-eeuws paleis stond in puin aan de haven van Messina. De stad Messina kende de opdracht toe aan Giuseppe Samonà en medewerkers. Het moest een megalomane constructie van elf moderne paleizen worden.
Geruchten rond burgemeester Salvadore doken op over smeergeld bij het aannemen van openbare werken. Salvadore gaf in 1933 ontslag. Via zijn relaties met het regime in Rome verhuisden Salvadore en zijn gezin naar Rome. Mussolini benoemde hem tot zijn persoonlijke secretaris bij de minister van Openbare Werken.
In 1938 vaardigde het fascistisch regime rassenwetten uit. De echtgenote van Salvadore liep gevaar. Het gezin dook gedurende jaren onder in een klooster bij zusters.

### Venezuela
Na de Tweede Wereldoorlog emigreerde het gezin van Sicilië naar Venezuela (1948). Salvadore richtte in Caracas een bouwbedrijf op. Het werd een aantrekkingspunt voor Sicilianen die emigreerden naar Zuid-Amerika en bij hem werk vonden. 
Op de vraag waarom er in zijn huwelijk twee godsdiensten waren, antwoordde hij: ‘er is maar één God, en God is groot’.
Hij stierf in Caracas in 1974. Zijn echtgenote een jaar later.